# Air Bang
Air Bang is een bestuurslaag in het regentschap Rejang Lebong van de provincie Bengkulu, Indonesië. Air Bang telt 7018 inwoners (volkstelling 2010).